# Texananus sonorus
Texananus sonorus är en insektsart som beskrevs av Ball 1936. Texananus sonorus ingår i släktet Texananus och familjen dvärgstritar. Inga underarter finns listade i Catalogue of Life.